# Honey (郭書瑤のアルバム)
郭書瑤首張同名專輯 Honeyは、瑤瑤（ヤオヤオ）こと台湾の歌手、郭書瑤（グオ・シューヤオ）のアルバム。2010年8月5日に予約受付が開始され、同年8月21日に台湾にて発売された。日本版は未発売。

## 収録曲
アルバムのタイトルにもなっている「Honey」は、韓国の音楽グループ、KARAの同名曲のカヴァーである。

### CD
1. Honey
作詞：周啓民、SONG SOO-YUN 作曲：HAN JAE-HO、KIM SEUNG-SU

1. 愛像圓舞曲
作詞：郭書瑤、作曲：曹格
2. 幸福不遠
作詞：張藍云、作曲：周杰倫
3. 最佳男朋友
作詞：呉本緯、作曲：梁介洋
4. Di Di Da
作詞：余琛懋、作曲：張簡君偉
5. 好姊妹
作詞：李若君、作曲：大恬
6. 愛的元氣
作詞：胡如虹、作曲：王于陞
7. 自已回家
作詞：陳信榮、作曲：王于陞
8. 口袋裡的花
作詞・作曲：彭學斌
9. Bird
作詞・作曲：Ella@S.H.E

### DVD

#### 搖滾甜心CD+DVD影音口碑版
1. Honey MV
2. 幸福不遠 MV
3. Di Di Da MV
4. 好姊妹 MV
5. 四合一 MV 60秒版
  1. 自己回家
  2. Honey
  3. 幸福不遠
  4. Di Di Da
6. 四合一 MV 120秒版
  1. 自己回家
  2. Honey
  3. 幸福不遠
  4. Di Di Da

## 参考
1. ↑  【NEW】2010/08/21 郭書瑤 首張同名專輯 Honey (8/5開始預購) - 女藝人 - G-Music討論區（中国語）